# اکاریگودا
اکاریگودا (به لاتین: Acharigoda) در سری‌لانکا است که در استان جنوبی (سری‌لانکا) واقع شده‌است.